# حمام اوچدگان
حمام اوچدگان مربوط به دوره قاجار است و در اردبیل، محله اوچدگان، ضلع شمالی مسجد اوچدگان واقع شده و این اثر در تاریخ ۵ دی ۱۳۷۵ با شمارهٔ ثبت ۱۸۱۷ به‌عنوان یکی از آثار ملی ایران به ثبت رسیده است.